# 스위스 슈퍼리그
스위스 슈퍼리그(Swiss Super League)는 1897년에 시작한 스위스의 축구 리그로 현재는 리그 후원사인 크레디트 스위스의 이름을 붙여 크레디트 스위스 슈퍼리그라는 명칭을 사용하고 있다. 홈 & 어웨이 방식으로 12개의 클럽이 경기를 치른다. 2024년 현재 유럽 리그 랭킹에서 12위를 차지하고 있다.

## 현재 시즌 슈퍼리그 참가팀
스위스 슈퍼리그 2024-25 참가팀
| 구단        | 연고지              | 경기장                | 수용인원 | 감독                |
| ----------- | ------------------- | --------------------- | -------- | ------------------- |
| 그라스호퍼  | 취리히              | 레치그룬트            | 26,104   | 마르코 셸리바움     |
| 로잔 스포르 | 로잔                | 스타드 드 라 튈리에르 | 12,544   | 뤼도빅 마냉         |
| 루가노      | 루가노              | 스타디오 코르나레도   | 6,330    | 마티아 크로치토르티 |
| 루체른      | 루체른              | 스위스포어아레나      | 17,000   | 마리오 프리크       |
| 바젤        | 바젤                | 장크트 야코프 파르크  | 38,512   | 파비오 셸레스티니   |
| 시옹        | 시옹                | 스타드 투르빌롱       | 20,187   | 파울로 트라패차니   |
| 영 보이즈   | 베른                | 스타드 드 스위스      | 31,120   | 파트리크 라멘       |
| 장크트갈렌  | 장크트갈렌          | 키분파르크            | 19,568   | 엔리코 마센         |
| 툰          | 툰                  | 슈토큰호른 아레나     | 10,000   | 마우로 러스트리넬레 |
| 파두츠      | 리히텐슈타인 파두츠 | 라인파르크 슈타디온   | 7,584    | 마르크 슈나이더     |

리그 최하위 팀은 자동으로 챌린지 리그로 강등되며 슈퍼리그 9위 팀은 챌린지 리그 2위 팀과 승강 플레이오프를 벌이는데 플레이오프 승자가 잔류하게 된다.
2023-24 시즌에서 강등된 팀은 며 승격된 팀은 다.